# Acropyga oceanica
Acropyga oceanica är en myrart som beskrevs av Carlo Emery 1900. Acropyga oceanica ingår i släktet Acropyga och familjen myror. Inga underarter finns listade i Catalogue of Life.